# Jean IV d'Armagnac
Pour les articles homonymes, voir Jean d'Armagnac.
Jean IV d'Armagnac, né le 15 octobre 1396 à Rodez et mort le 5 novembre 1450 à l'Isle-Jourdain, fut comte d'Armagnac, de Fezensac et de Rodez de 1418 à 1450. Il est le fils de Bernard VII d'Armagnac, comte d'Armagnac, de Fézensac, de Pardiac et de Rodez, et de Bonne de Berry et le frère de Bernard d'Armagnac, comte de Pardiac, de la Marche et duc de Nemours.

## Biographie
Son père avait acquis par la force le comté de Comminges, mais Jean IV ne peut empêcher le remariage de la comtesse Marguerite avec Mathieu de Foix en 1419, et le comté de Comminges lui échappe définitivement.
En 1425, il rend hommage au roi de Castille pour l'Armagnac. Le roi de France, occupé à combattre les Anglais, ne peut intervenir, mais n'oublie pas l'affront. Plus tard, Jean IV négocie le mariage de sa fille Isabelle avec Henri VI, mais y renonce après les menaces du roi de France. Dernier suzerain partisan de l'antipape Benoît XIII et de son successeur Benoît XIV, il se rallie à Rome en 1430. En 1440, il participe à une révolte des barons et du dauphin, aussi appelée Praguerie, mais la coalition est vaincue par Charles VII, qui accorde le pardon aux insurgés. Il demande au comte d'Armagnac de renoncer à sa formule régalienne, mais ce dernier refuse.
Charles VII demande alors au dauphin, le futur Louis XI, de punir le vassal récalcitrant et Jean IV, assiégé à l'Isle-Jourdain, est fait prisonnier et incarcéré à Carcassonne en 1443. Il est gracié trois ans plus tard, mais ses comtés étant dirigés par des officiers royaux, il n'a plus de pouvoirs jusqu'à sa mort.

## Mariages et enfants
Il avait épousé à Nantes, le 16 juin 1407, Blanche de Bretagne (1398-août 1416), fille de Jean IV, duc de Bretagne et de Jeanne de Navarre, dont il eut :
- Bonne (1416-1435/avril 1437)

Veuf, il se remarie le 13 mai 1419 avec Isabelle de Navarre (Estella, 13 juillet 1396 - L'Isle Jourdain, janvier 1444), fille de Charles III le noble, roi de Navarre, et d'Éléonore de Castille. Ils eurent :
- Jean V (1420 - 6 mars 1473)[1], vicomte de Lomagne, puis comte d'Armagnac, de Fézensac et de Rodez.
- Marie (entre 1420 et 1425 - après le 22 juillet 1473)[2], mariée en 1437 avec Jean II (1409-1476), duc d'Alençon : Henri IV est leur arrière-arrière-petit-fils.
- Éléonore (entre 1420 et 1425[3] - Nozeroy 10 décembre 1456), mariée à Nozeroy le 26 septembre 1446 avec Louis de Chalon (1389-1463), prince d'Orange, seigneur d'Arlay et d'Arguel.
- Charles Ier (1425-1497)[3], vicomte de Fézensaguet, puis comte d'Armagnac, de Fézensac et de Rodez.
- Isabelle (vers 1433 - vers 1475)[3], dame des Quatre-Vallées.